# Willem van de Velde mladší
Willem van de Velde mladší (prosinec 1633 – 6. dubna 1707) byl nizozemský malíř, syn Willema van de Velde staršího, stejně jako jeho otec se specializující na mariny. Jeho bratr Adriaen van de Velde byl také umělec.

## Život
Willem van de Velde byl pokřtěn 18. prosince 1633 v Leidenu. Učil se od svého otce a poté Simona de Vliegera, tehdy známého malíře marin. Sám byl známý již v době, kdy odešel Londýna. Byl také ovlivněn dílem nizozemského umělce Jana van de Cappelle, který vynikal v malování zatažené oblohy, přičemž mraky se často odrážely v klidných vodách. Van de Velde mladší spolupracoval se svým otcem, zkušeným kreslířem, který připravoval studie bitev, událostí a moře, zatímco syn maloval obrazy. Otce a syna vyhnali z Nizozemska politické a ekonomické následky války s Francouzi, a roku 1673 se přestěhovali do Anglie. Zde byli angažováni Karlem II. s platem 100 liber. Sponzoroval je také vévoda z Yorku a různí šlechtici.
Willem van de Velde mladší zemřel 6. dubna 1707 v Londýně a byl pohřben v kostele sv. Jakuba v Piccadilly. V kostele je i pamětní deska věnovaná jemu a jeho otci.

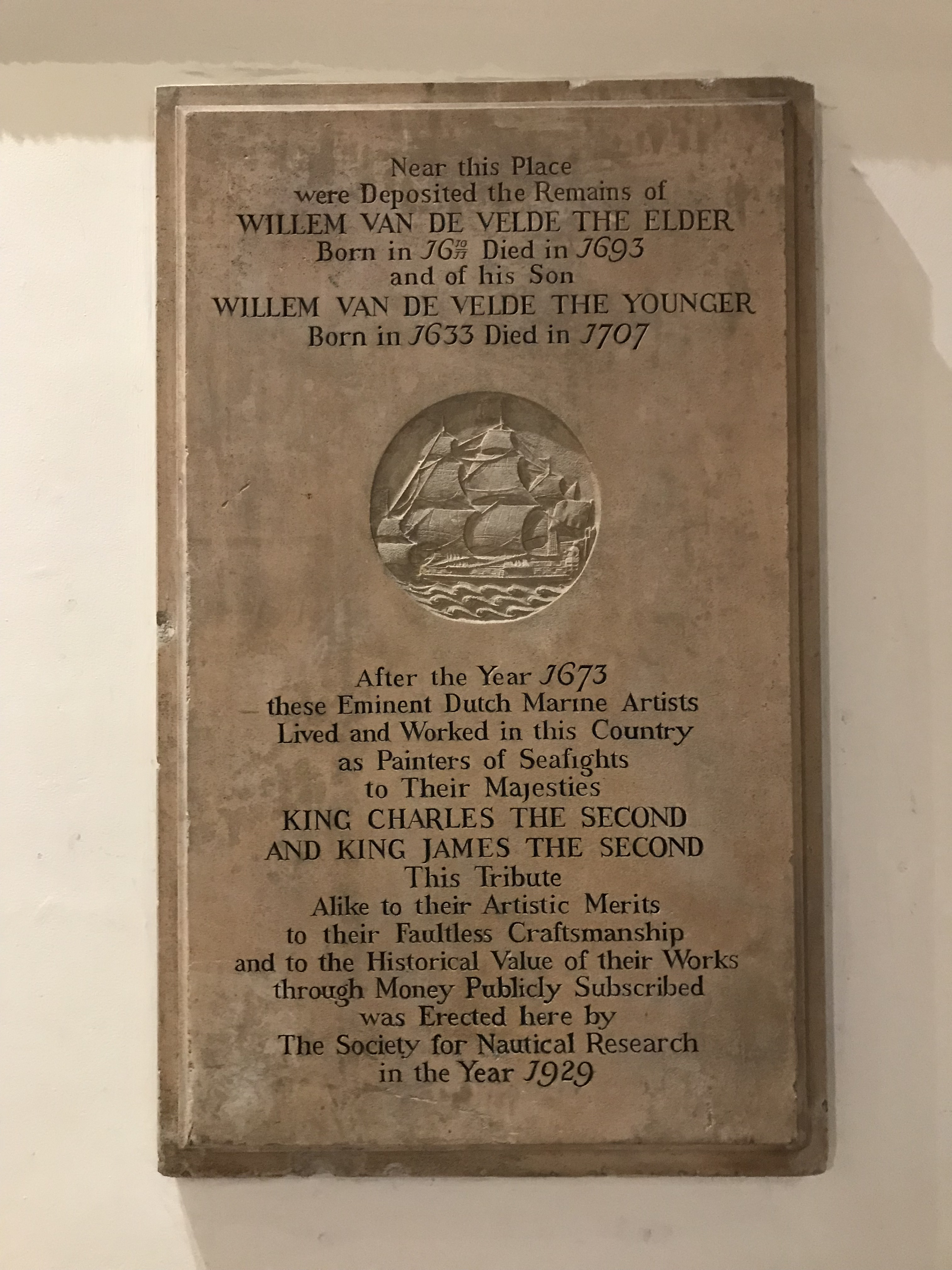
Pamětní deska Willema van de Veldeho staršího a mladšího v kostele sv. Jakuba na Piccadilly

## Dílo

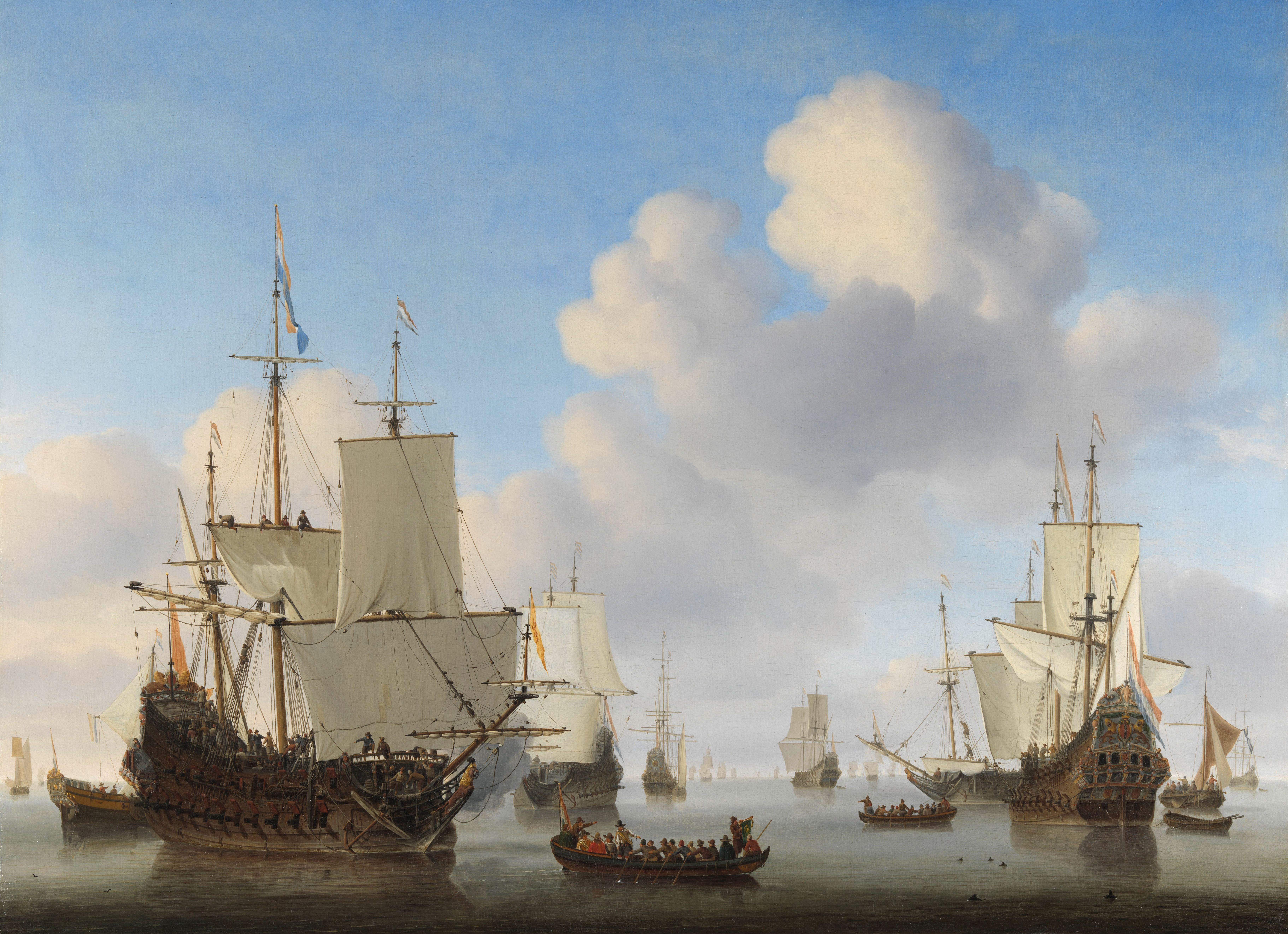
Holandské lodě v klidném moři, cca 1665, Rijksmuseum Amsterdam

Většina z nejlepších děl Van de Veldeho jsou pohledy z pobřeží Holandska s nizozemskými loděmi. Jeho nejlepší díla jsou delikátní, temperamentní, dopracovaná a korektně zobrazují plavidla a jejich vybavení. Četné lidské postavy jsou přesvědčivé a umělec je úspěšný v malbě moře, ať už v klidu nebo při bouři. Lodě jsou zobrazovány s téměř fotografickou přesností a jsou nejpřesnějšími dostupnými ilustracemi vzhledu lodí v 17. století.
Významné sbírky obrazů a kreseb Van de Veldeho jsou uloženy v Londýně v Národní galerii, Národním námořním muzeu a ve Wallaceově sbírce; dále v Rijksmuseu v Amsterdamu a v Národní galerii ve Washingtonu.

### Galerie

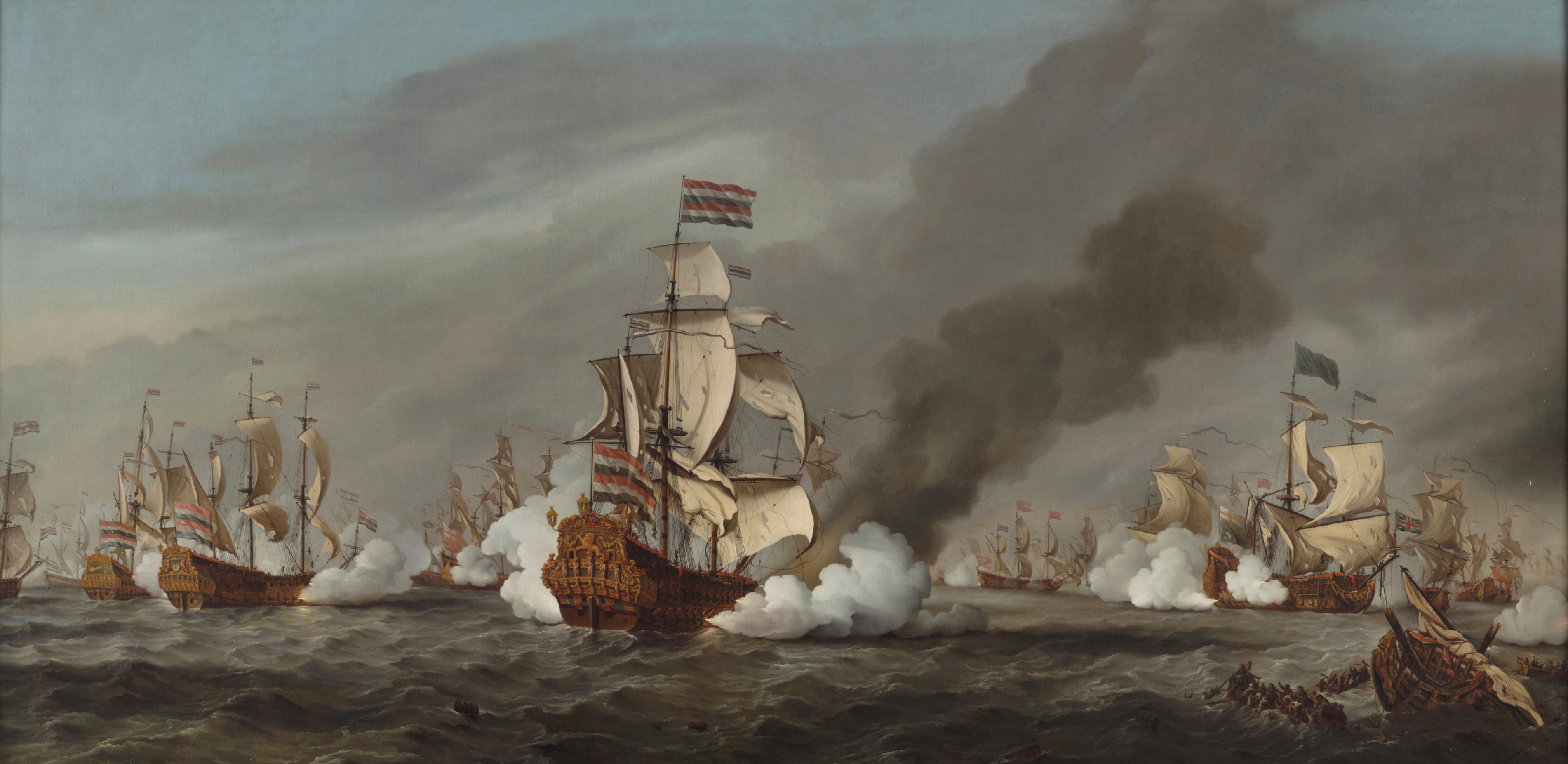
Bitva u Texelu, malováno 1687
Holandská zápalná loď napadá britskou vlajkovou loď Royal James v bitvě u Solebay
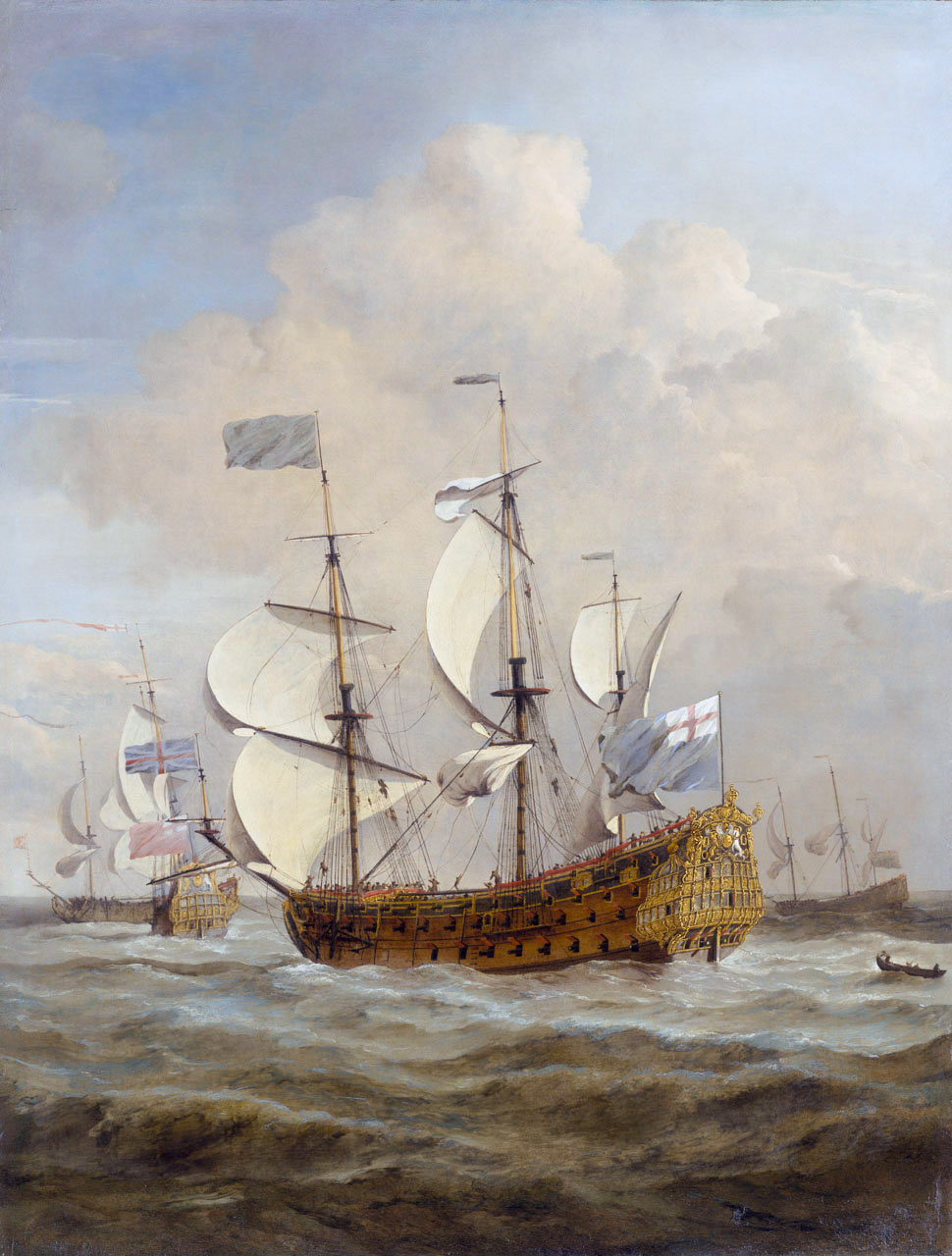
HMS St Andrew na moři v mírném vánku, kol. 1673
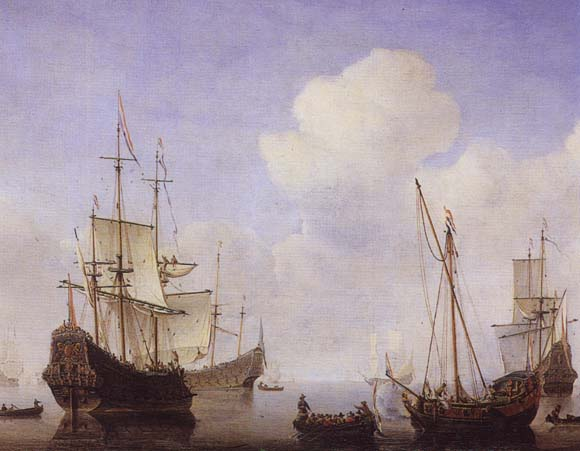
Kotvící lodě, snad 70. léta 16. století
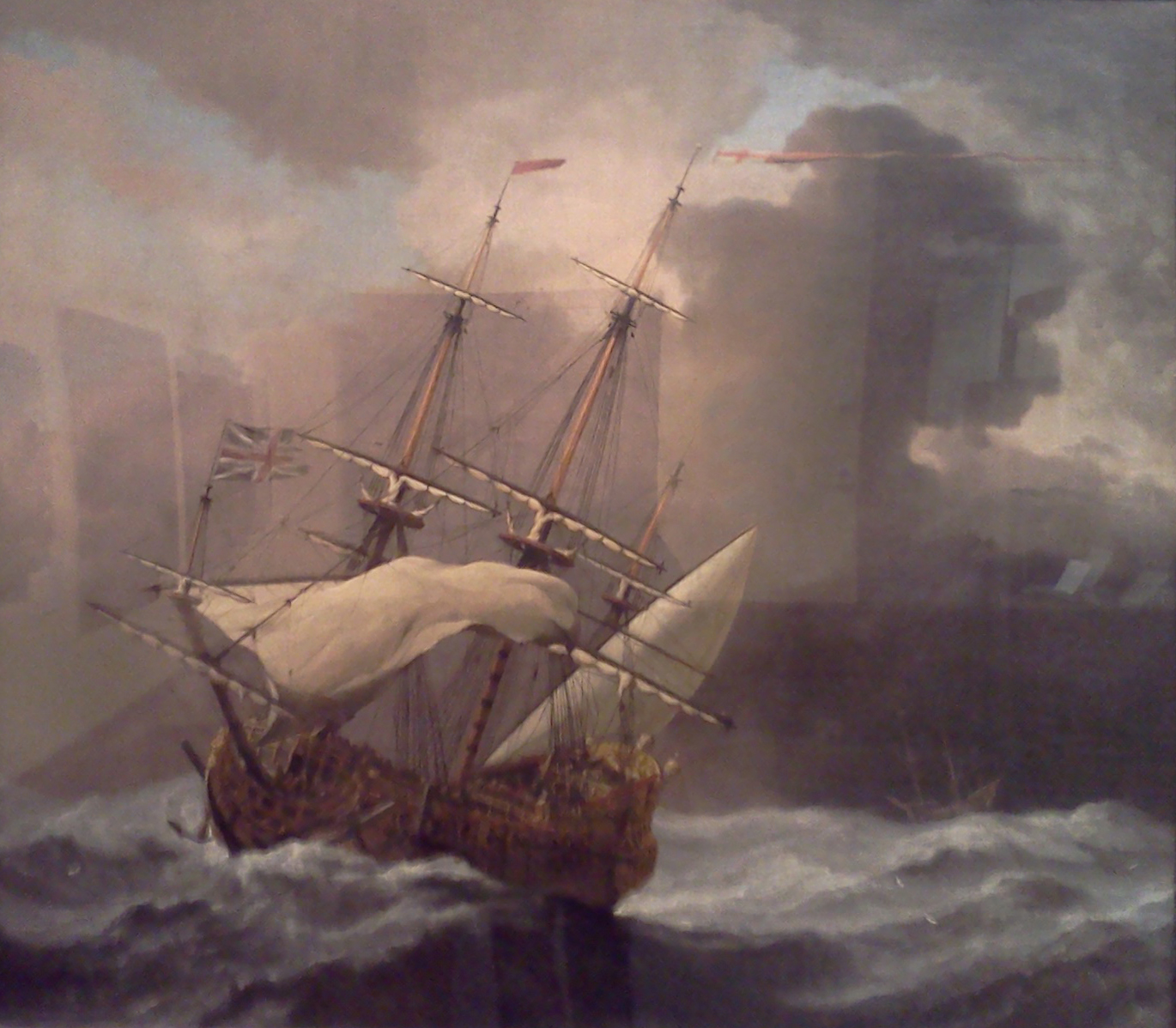
Anglická loď Hampton Court v bouři, asi 80. léta 16. století
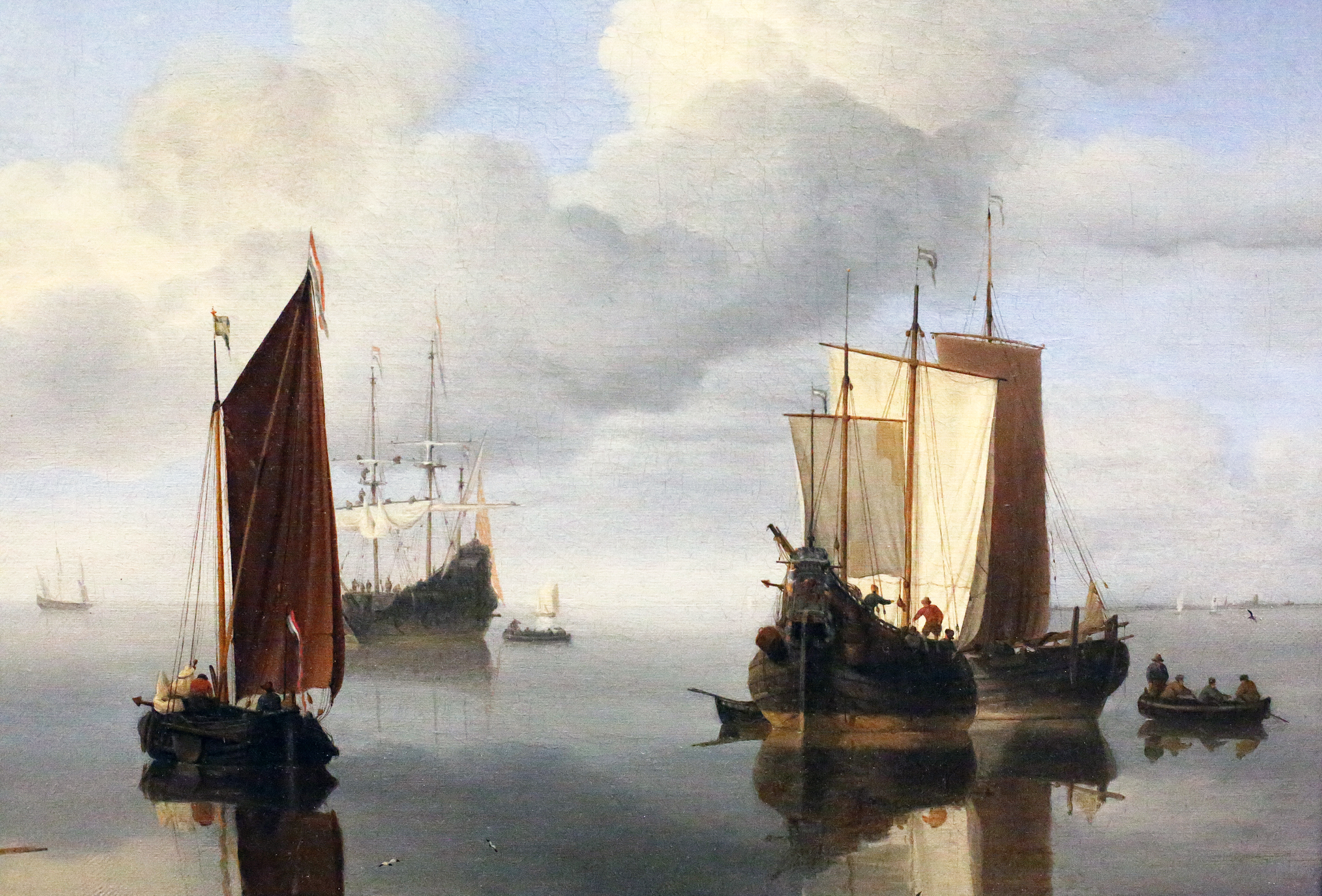
Rybářské lodě za bezvětří, asi 1655-60
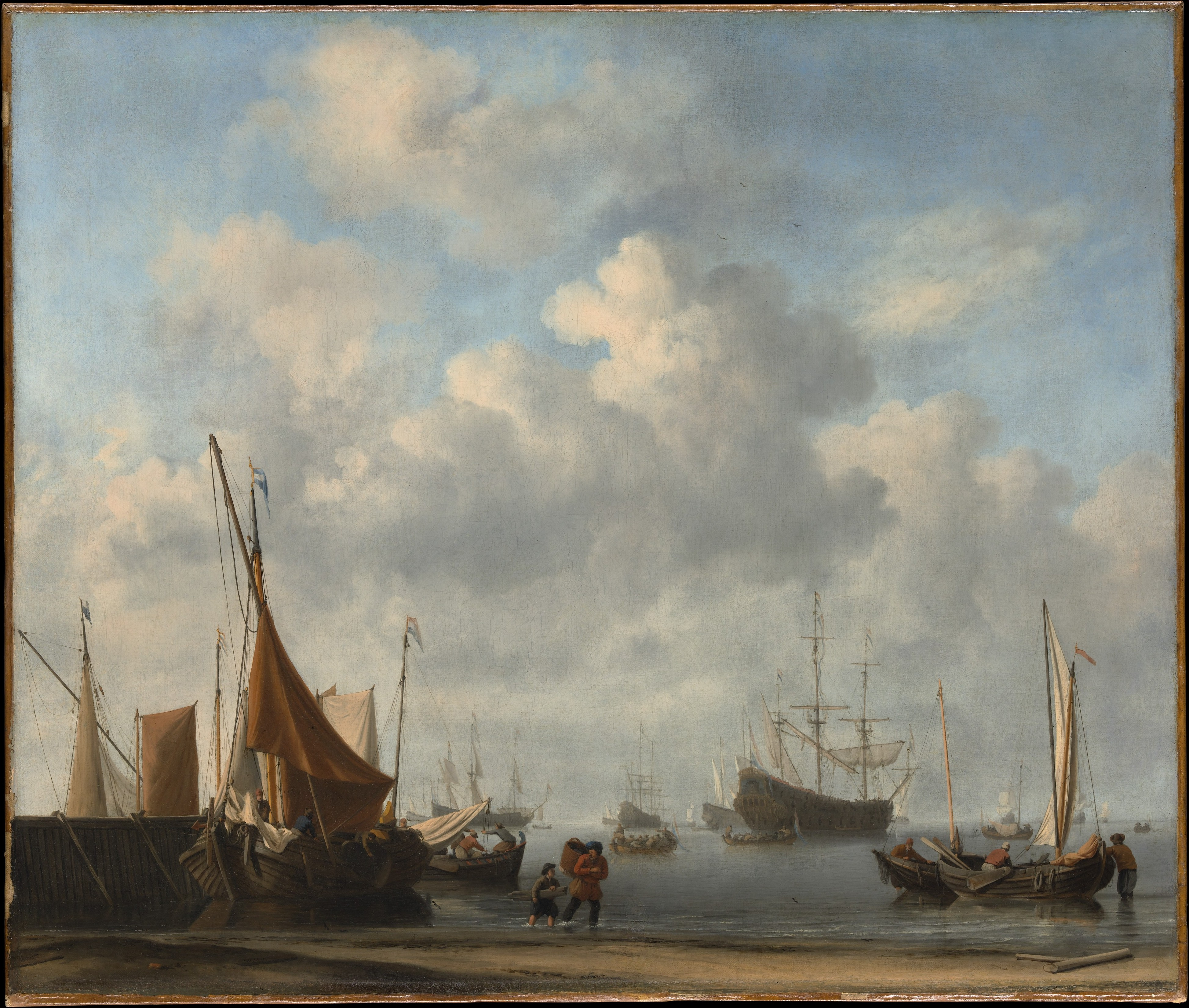
Vstup do nizozemského přístavu, asi 1665, Metropolitní muzeum umění